# Günther Quandt
Günther Quandt (28 de julho de 1881 - 30 de dezembro de 1954) foi um industrial alemão que fundou um império industrial que hoje inclui BMW e Altana, uma empresa automotiva e química, respectivamente. Entre 1921 e 1929 foi casado com Magda Ritschel, mais tarde esposa do Ministro da Propaganda Nazista Joseph Goebbels. Na década de 1930 ingressou no Partido Nazista, tornando-se um de seus fortes apoiadores financeiros.

## Vida pregressa
Nasceu em Pritzwalk na Alemanha, filho de Emil Quandt (1849–1925). Emil casou-se em 1883 com a filha de um rico fabricante têxtil (Reichswolle AG) e assumiu o comando da empresa em 1900.
Durante a Primeira Guerra Mundial, sob a liderança de Günther Quandt, sua família forneceu uniformes ao exército alemão, o que os ajudou a acumular uma grande fortuna. Após a guerra, Günther investiu em uma empresa de mineração de potássio, em empresas metalúrgicas (incluindo a IWKA) e adquiriu participações na BMW e na Daimler-Benz.

## O período nazista
Após a nomeação de Adolf Hitler como Chanceler em 1933, Quandt juntou-se ao Partido Nazista, tornando-se um dos seus fortes apoiantes financeiros. Em 1937, Hitler deu-lhe o título de Wehrwirtschaftsführer, como outros industriais que desempenharam um papel de liderança na economia de guerra. Os negócios de Quandt forneciam munições, rifles, artilharia e baterias, utilizando trabalhadores escravos de campos de concentração em pelo menos três fábricas. Uma área de execução foi instalada nas dependências da fábrica da AFA em Hanôver.
No final da Segunda Guerra Mundial, o Senado dos EUA realizou audiências sobre as operações da economia alemã durante a guerra. Eles descobriram que Quandt era um diretor importante na indústria alemã, com várias empresas, sindicatos e corporações interligadas.
O documentário vencedor do prêmio Hanns-Joachim-Friedrichs, O Silêncio dos Quandts da emissora pública alemã ARD, descreveu em outubro de 2007 o papel das empresas da família Quandt durante a Segunda Guerra Mundial. O passado político da família não era muito conhecido, mas o documentário revelou-o a um vasto público e confrontou os Quandt sobre a utilização de trabalhadores escravos nas fábricas da família durante a Segunda Guerra Mundial. Como resultado, cinco dias após a exibição, quatro membros da família anunciaram, em nome de toda a família Quandt, a sua intenção de financiar um projeto de investigação no qual um historiador examinará as atividades da família durante o período nazista. O estudo independente de 1.200 páginas divulgado em 2011 concluiu: “Os Quandts estavam inseparavelmente ligados aos crimes dos nazistas”, afirmou Joachim Scholtyseck, o historiador de Bonn que compilou e pesquisou o estudo. Desde 2008, nenhuma compensação, pedido de desculpas ou mesmo memorial no local de uma de suas fábricas foi permitido. A BMW não foi implicada no relatório.

## Depois da guerra
Em 1946, Quandt foi preso por causa da ligação com Goebbels e internado. Para surpresa de muitos, foi considerado um Mitläufer (companheiro de viagem), ou seja, alguém que aceitou a ideologia nacional-socialista mas não participou ativamente em crimes. Em janeiro de 1948, Quandt foi libertado sem acusação.
Um dos promotores nos julgamentos de Nuremberg, Benjamin Ferencz, diz agora que se as provas de hoje contra Quandt tivessem sido apresentadas ao tribunal na época, “Quandt teria sido acusado dos mesmos crimes que os diretores da IG Farben”. Os diretores cumpriram até oito anos de prisão. Em vez disso, Quandt conseguiu reinstalar-se nos conselhos de supervisão de várias empresas alemãs, por exemplo, o Deutsche Bank. Ele também se tornou cidadão honorário da Universidade de Frankfurt em 1951.
Ele morreu de férias no Cairo em 30 de dezembro de 1954.

## Vida pessoal
Günther Quandt casou-se pela primeira vez com Antonie 'Toni' Ewald. Eles tiveram dois filhos Helmut Quandt (1908-1927) e Herbert Quandt. Antonie morreu de gripe espanhola em 1918 e Helmut morreu de complicações de apendicite em 1927.
Seu segundo casamento em 4 de janeiro de 1921 em Bad Godesberg com Magda Ritschel produziu outro filho, Harald Quandt. Magda tinha metade da idade de Günther. O casamento terminou em divórcio em 1929. Dois anos depois, Magda casou-se com Joseph Goebbels, tendo Adolf Hitler como padrinho.

### Descendentes
- Herbert Quandt (1910–1982), filho de Günther, considerado o salvador da BMW
  - Johanna Quandt (1926–2015), esposa de Herbert
    - Stefan Quandt (nascido em 1966), filho de Herbert e Johanna
    - Susanne Klatten (nascida em 1962), filha de Herbert e Johanna

  - Silvia Quandt (nascida em 1937), filha de Herbert
- Harald Quandt (1921–1967), filho de Günther, um industrial alemão